# Place des Franciscains (Bratislava)
 (septembre 2021).

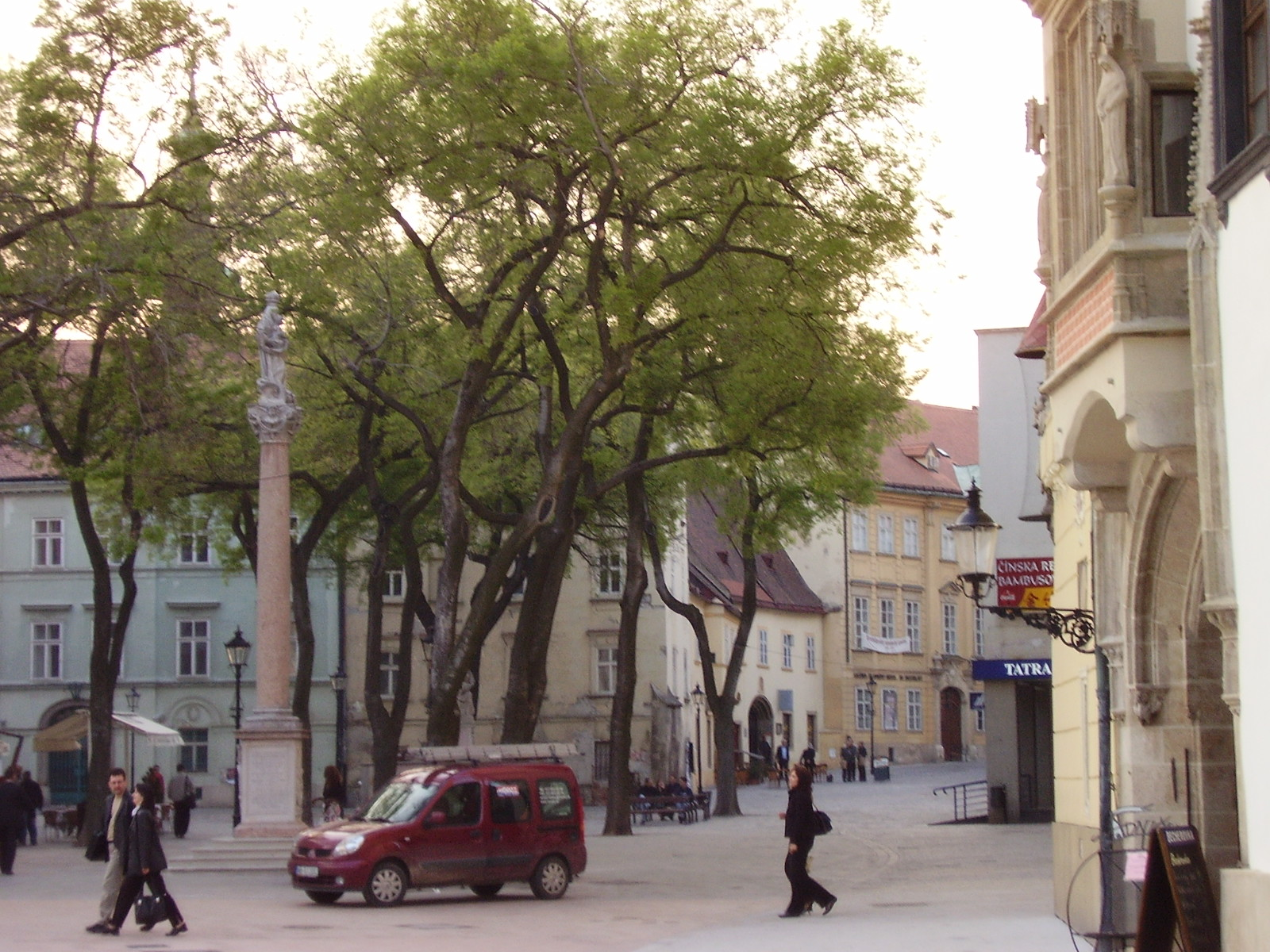
Vue sur la place

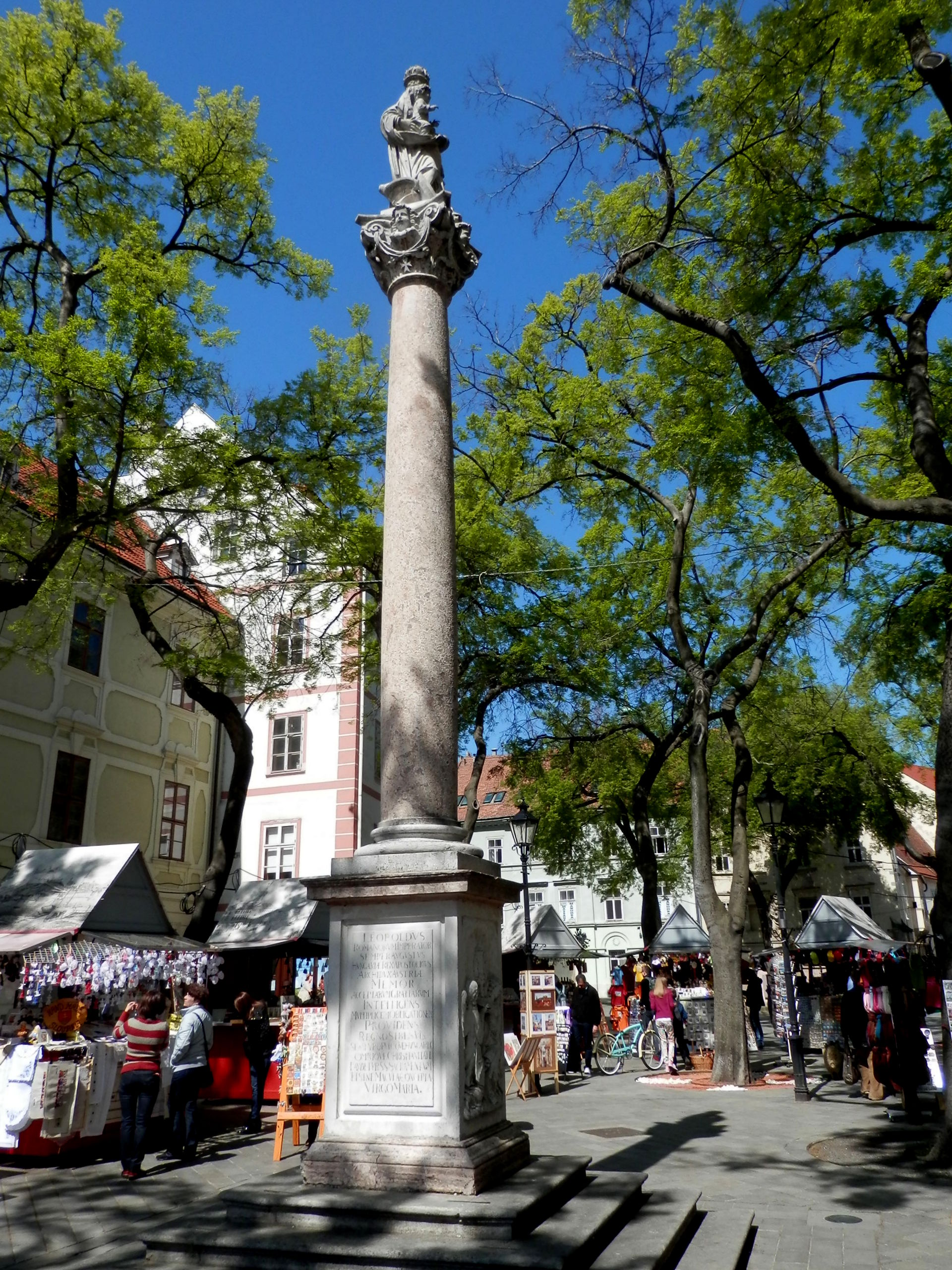
Colonne mariale sur la place

La Place des Franciscains (en slovaque, Františkánske námestie ; en allemand Franziskanerplatz) est une place de la capitale slovaque Bratislava, dans le centre-ville historique. Elle s'étire dans le sens nord-sud et s'ouvre sur la rue Františkánska au sommet, la rue Biela à l'extrémité ouest et la place principale à l'extrémité sud.
La place porte le nom du couvent franciscain du côté est. Un nouveau bâtiment moderne au sud de celui-ci, une maison de ville et l'église des Jésuites ainsi que l'église franciscaine située à l'angle nord-est de la place se trouvent du côté est de la place. À l'angle nord-ouest, on trouve le palais Mirbach, qui abrite la galerie de la ville de Bratislava, et des maisons de ville sur le côté ouest. Devant l'entrée de l'église des Jésuites se trouve une colonne mariale de 1675, non loin de là se trouve une sculpture d'une femme portant un vase (1804). Il y avait une fontaine de la Renaissance de 1592 et même plus tôt un asile pour aliénés mentaux, déjà mentionné dans un document de 1567, sous le nom de Newes Fool kheterlein am Brotmarkht.

## Histoire
La place était à l'origine une unité avec la place principale d'aujourd'hui, qui était alors connue sous le nom d'anneau. Le marché du pain et du poisson (forum piscium) était principalement situé à l'emplacement actuel. Ce n'est qu'après les soulèvements au XIXe siècle lorsqu'ils déménagèrent sur l'actuelle place du soulèvement national slovaque, que la place a reçu son nom actuel et fut brièvement appelée place des Jésuites .
À l'époque du socialisme en Tchécoslovaquie, l'endroit s'appelait Dibrovovo námestie  ( Dibrow-Platz en allemand), du nom du leader partisan soviétique Ilya Danilowitsch Dibrow, qui était temporairement actif dans l'ouest de la Slovaquie.

## Littérature
- Tivadar Ortvay : Ulice a námestia Bratislavy - Staré Mesto ; Vieille ville - város. Bratislava 2006,  (ISBN 80-89218-12-1), p. 130-132.